# Elizabeth Blackwell
Elizabeth Blackwell (Bristol, 3 de febrero de 1821-31 de mayo de 1910) fue una médica británica,  la primera mujer en recibir un título médico en los Estados Unidos y la primera mujer en el Registro Médico del Consejo Médico General. Tanto en Estados Unidos como en Inglaterra desempeñó un destacado papel como concienciadora social e impulsora de la educación de la mujer en medicina. Sus contribuciones siguen siendo celebradas con la medalla Elizabeth Blackwell, que cada año se otorga a una mujer que haya contribuido significativamente en la promoción de la mujer en la medicina.
Inicialmente, Blackwell no estaba interesada en la carrera de Medicina, especialmente después de que su maestra de escuela trajo un ojo de buey para usarlo como herramienta de enseñanza. Se convirtió en maestra de escuela para mantener a su familia. Esta ocupación era vista como adecuada para las mujeres durante el siglo xix, sin embargo, pronto la encontró inadecuada para ella. El interés de Blackwell por la medicina surgió después de que una amiga se enfermara y comentara que, si una doctora la hubiera atendido, tal vez no habría sufrido tanto. Blackwell comenzó a postularse para las facultades de medicina e inmediatamente comenzó a soportar el prejuicio contra su sexo que persistiría durante toda su carrera. Fue rechazada en todas las facultades de medicina a las que postuló, excepto en el Geneva Medical College, en el que los estudiantes varones votaron sobre la aceptación de Blackwell. En 1847, Blackwell se convirtió en la primera mujer en asistir a una escuela de medicina en los Estados Unidos.
La tesis de Blackwell sobre la fiebre tifoidea, publicada en 1849 en el Buffalo Medical Journal, poco después de graduarse, fue el primer artículo médico publicado por una estudiante en los Estados Unidos. Mostraba un fuerte sentido de empatía y sensibilidad hacia el sufrimiento humano, así como una fuerte defensa de la justicia económica y social. Esta perspectiva fue considerada por la comunidad médica como «femenina».
Blackwell también fundó la Enfermería para Mujeres y Niños de Nueva York con su hermana Emily Blackwell  en 1857, y comenzó a dar conferencias al público femenino sobre la importancia de educar a las niñas. También desempeñó un papel importante durante la guerra de Secesión estadounidense en la organización del cuerpo de enfermeras.

## Biografía

### Infancia y adolescencia
Elizabeth nació el 3 de febrero de 1821 en Bristol, Inglaterra, hija de Samuel Blackwell, quien era un refinador de azúcar, y su esposa Hannah (Lane) Blackwell. Tenía dos hermanas mayores, Anna y Marian, y seis hermanos menores: Samuel (casado con Antoinette Brown), Henry (casado con Lucy Stone), Emily (tercera mujer en los Estados Unidos en obtener un título médico), Sarah Ellen (escritora), John y George. También vivían con ellos cuatro tías: Barbara, Ann, Lucy y Mary. Su familia tenía suficiente capacidad económica como para pagar la educación a todos sus hijos.
En 1832, la familia emigró de Bristol, Inglaterra a Nueva York porque Samuel Blackwell había perdido su refinería de azúcar más rentable en un incendio. En Nueva York, su padre se involucró activamente en el trabajo abolicionista. Por lo tanto, sus discusiones a la hora de la cena a menudo giraban en torno a temas como los derechos de la mujer, la esclavitud y el trabajo infantil. Estas discusiones liberales reflejaron las actitudes de Hannah y Samuel hacia la crianza de los hijos. Por ejemplo, en lugar de golpear a los niños por su mal comportamiento, Barbara Blackwell registró sus infracciones en un libro negro. Si las infracciones se acumulaban, los niños serían exiliados al desván durante la cena. Samuel Blackwell fue igualmente liberal en su actitud hacia la educación de sus hijos. Samuel Blackwell era un congregacionalista y ejerció una fuerte influencia sobre la educación religiosa y académica de sus hijos. Él creía que cada niño, incluidas sus niñas, debería tener la oportunidad de desarrollar ilimitadamente sus talentos y dones. Esta perspectiva era poco común en esa época, ya que la mayoría de la gente creía que el lugar de la mujer era el hogar o como maestra de escuela. Elizabeth no solo tenía una institutriz, sino también tutores privados para complementar su desarrollo intelectual. Como resultado, ella estuvo más bien aislada socialmente de todos menos de su familia mientras crecía. 
Unos años después de que la familia se mudara a Nueva York, emigraron a Cincinnati, Ohio. Cuando Blackwell tenía 17 años, su padre falleció, dejando a la familia con muy poco dinero.

### Juventud
Con diecisiete años Blackwell, tras fallecer su padre, abrió con sus hermanas una escuela para aliviar la apurada situación financiera en que quedó la familia. También ejerció como maestra privada, y del congregacionalismo se convirtió al unitarismo. En 1847 comenzó a estudiar medicina para dedicarse a la práctica médica. También tuvo un papel activo en el movimiento abolicionista.
Diez universidades rechazaron su solicitud hasta que fue admitida en el Geneva Medical College (Nueva York), después de someterlo a votación de los estudiantes. El 11 de enero de 1849 se convirtió en la primera mujer en recibir el título de doctora en medicina, en Estados Unidos. La prensa local informó favorablemente y cuando el decano le entregó el título, se inclinó ante ella.
Recibió el consejo de realizar cursos de homeopatía y dedicarse a la práctica de la medicina no oficial.
Marchó a Europa, primero al Reino Unido y después a París, donde ejerció en maternidad. Mientras trataba a un bebé con oftalmia neonatal, su ojo izquierdo entró en contacto con una solución infectada de la cirugía, resultando en una infección ocular que requirió la extirpación quirúrgica de su ojo y reemplazo con un ojo de vidrio. Aquello truncó su carrera de cirujana. Poco después, volvió a Inglaterra donde conoció a Florence Nightingale y al regresar a Estados Unidos, fundó, junto a su hermana Emily, una escuela de Enfermería para mujeres. El estallido de la Guerra de Secesión las dio a conocer a ellas y a sus primeras discípulas. Escribió además numerosos tratados para difundir entre la población femenina consejos y recomendaciones para mejorar su higiene y salud.
Mujer conservadora, consideraba que la moral cristiana era indispensable en la investigación científica. Era antimaterialista y no creía en la vivisección. Hizo campaña contra el libertinaje, la prostitución y los anticonceptivos, defendiendo el método del ritmo (luego denominado Ogino-Knaus). Creía que la mujer tenía pasión sexual similar al varón y que ambos tenían la misma responsabilidad en controlarla, lo que chocaba con la creencia de muchos en la época de que la mujer no tenía tanta pasión sexual como el hombre.

### Vida personal

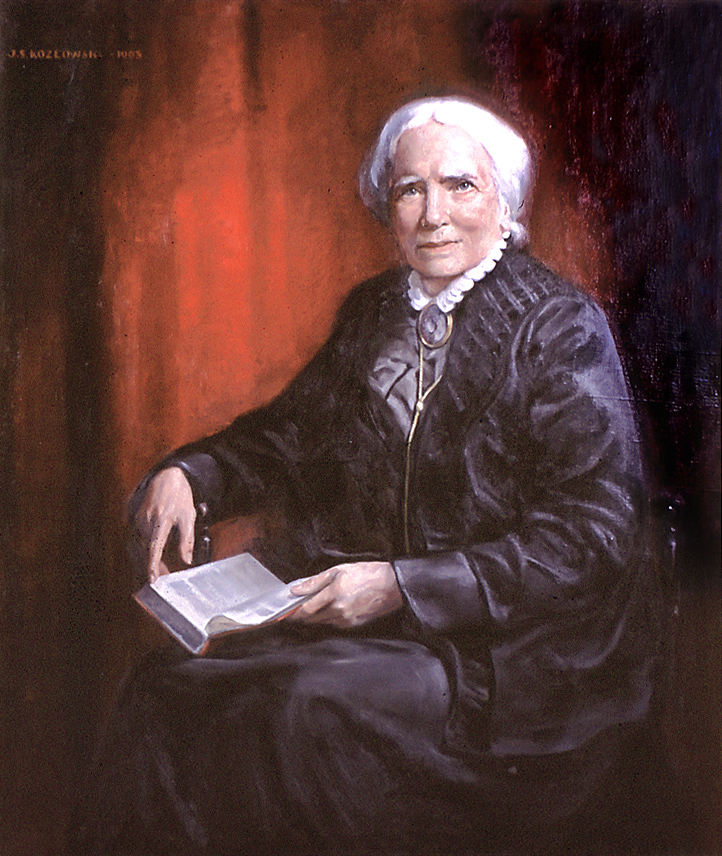
Retrato de Elizabeth Blackwell por Joseph Stanley Kozlowski, 1963. Collection of SUNY Upstate Medical University.

Ninguna de las cinco hermanas Blackwell se llegó a casar. Ella creía que los juegos de cortejo eran tontos y en su juventud rechazó a varios pretendientes. En 1856 adoptó a Katherine "Kitty" Barry (1848-1936), una huérfana irlandesa. Las entradas en su diario indican que la adoptó medio por paliar la soledad, medio utilitariamente como ayuda doméstica. Barry fue criada y tratada medio como sirvienta, medio como hija. La educó pero nunca le dejó desarrollar sus propios intereses. La propia Barry era bastante tímida, e insegura debido a su leve sordera. Vivió toda su vida con Blackwell, a la que siguió en sus desplazamientos. Tras su muerte, en 1920 se mudó con la familia Blackwell y tomó su apellido. En su lecho de muerte, pidió ser incinerada y que sus cenizas fueran enterradas junto a las de Elizabeth.[cita requerida]
Sin embargo, hubo una ligera controversia en sus vidas, al respecto de Alfred Sachs, un joven estudiante de Virginia de 26 años. Era muy cercano a Kitty y Elizabeth, y en 1876 se creía ampliamente que era un pretendiente de Kitty, de 29. La realidad es que Blackwell y Sachs estaban muy unidos, tanto, que Kitty se sentía incómoda cerca de los dos. Se había enamorado de él y sentía celos de Elizabeth, entonces con 55 años. Blackwell creía que Sachs llevaba una vida disipada y creía que podría reformarlo. De hecho, su publicación de 1878 Counsel to Parents on the Moral Education of their Childrens in Relation to Sex se basó en buena parte en sus conversaciones con Sachs. Blackwell dejó de mantener correspondencia y contacto con él tras la publicación.

### Regreso a Gran Bretaña
Terminada la guerra, en 1868 fundó una Universidad de Medicina para mujeres y al año siguiente marchó a Inglaterra donde ejerció la cátedra de ginecología hasta su jubilación en 1907. Ese año, mientras se encontraba de vacaciones en Kilmun, Escocia sufrió una grave caída por las escaleras que la dejó discapacitada física y mentalmente. Murió en su casa en Hampton, Sussex el 31 de mayo de 1910 después de sufrir un derrame cerebral que le paralizó la mitad del cuerpo. Su obituario apareció en publicaciones como The Lancet y The British Medical Journal.

## Reconocimiento
Elizabeth Blackwell forma parte de la instalación de la artista feminista Judy Chicago, The Dinner Party. Esta es una historia simbólica de la mujer en la civilización occidental que representa a 1.038 mujeres de la historia; 39 de ellas están representadas por cubiertos y otras 999 en los nombres que están inscritos en The Heritage Floor sobre el que descansa la mesa. Su cubierto es una metáfora tanto de sus triunfos como de sus dificultades en el campo de la medicina. El plato se compone de formas retorcidas de vivos colores que se arremolinan hacia un "pozo negro" central, un juego visual con el nombre de la doctora. Al igual que las nuevas oportunidades para las mujeres que surgieron de los esfuerzos de Blackwell, las bandas de colores que se enroscan en el plato parecen despegarse y crecer desde su base.

## Obra
- 1849 The Causes and Treatment of Typhus, or Shipfever (tesis)
- 1852 The Laws of Life with Special Reference to the Physical Education of Girls (brochure, compilation of lecture series) pub. × George Haven Putnam.
- 1856 An appeal in behalf of the medical education of women[19]
- 1860 Medicine as a Profession for Women (lecture published by the trustees of the New York Infirmary for Women)
- 1864 Address on the Medical Education of Women[20]
- 1878 Counsel to Parents on the Moral Education of their Children in Relation to Sex (ocho ediciones, republicado The Moral Education of the Young in Relation to Sex)
- 1881 "Medicine and Morality" (publicado en Modern Review)
- 1887 Purchase of Women: the Great Economic Blunder.
- 1871 The Religion of Health (compilación de series de conferencias, tres ediciones)
- 1883 Wrong and Right Methods of Dealing with Social Evil, as shown by English Parliamentary Evidence[21]
- 1888 On the Decay of Municipal Representative Government – A Chapter of Personal Experience (Moral Reform League)
- 1890 The Influence of Women in the Profession of Medicine[22]
- 1891 Erroneous Method in Medical Education etc. (Women's Printing Society)
- 1892 Why Hygienic Congresses Fail
- 1895 Pioneer Work in Opening the Medical Profession to Women – Autobiographical Sketches (Longmans, reprinted New York: Schocken Books, 1977)
- 1898 Scientific Method in Biology.
- 1902 Essays in Medical Sociology, 2 v. (Ernest Bell)